# جیمز جت
جیمز جت (انگلیسی: James Jett؛ زادهٔ ۲۸ دسامبر ۱۹۷۰) ورزشکار دو و میدانی و بازیکن فوتبال آمریکایی اهل ایالات متحده آمریکا بود.
از باشگاه‌هایی که در آن بازی کرده‌است می‌توان به اوکلند ریدرز اشاره کرد.